# Mein Vater ist ein Außerirdischer
Mein Vater ist ein Außerirdischer (Originaltitel: Out of This World) ist eine US-amerikanische Sitcom mit Science-Fiction-Elementen, die von 1987 bis 1991 gedreht wurde.

## Handlung
Evie Garland lebt mit ihrer Mutter Donna in einem Haus im fiktiven Marlowe, Kalifornien. Ihren Vater Troy hat sie nicht mehr gesehen, seit sie ein Baby war. An ihrem 13. Geburtstag entdeckt sie plötzlich, dass sie über die Fähigkeit verfügt, die Zeit in ihrer Umgebung „einzufrieren“. Nachdem es ihr gelingt ihre Mutter aufzutauen, verlangt sie eine Erklärung – und erfährt, dass ihr Vater Troy ein Außerirdischer vom Planeten Antareus ist. Sie bekommt daraufhin von ihm einen Würfel, der als eine Art intergalaktisches Telefon dient, und mit dem Evie regelmäßig mit ihrem Vater kommunizieren kann – meist dann, wenn es Probleme mit ihren antareanischen Kräften gibt, gelegentlich unterhalten sich die beiden aber auch nur über alltägliche Dinge.
Der zunächst einzige, der neben Evie und Donna das Geheimnis kennt, ist Evies verfressener, aber gutmütiger Onkel Beano. Zunächst ist Evie hellauf begeistert und nutzt ihre Kräfte mit Freuden aus, bis es ihrem Vater gelingt, ihr klarzumachen, dass sie ihre Kräfte nicht missbrauchen soll, woran sie sich in der Regel auch hält.
Jedoch bleibt es nicht aus, dass sie bei Problemen, mit denen sie – ebenso wie andere Jugendliche in ihrem Alter – im Alltag fertig werden muss, gelegentlich auf ihre Kräfte zurückgreift, was jedoch oft nach hinten losgeht. Dabei kommen sie, ihre Mutter und ihr Onkel Beano immer wieder in Erklärungsnot, vor allem gegenüber dem neugierigen, wenn auch etwas einfältigen Marlower Bürgermeister und abgehalfterten Western-Star Kyle Applegate, der praktisch Dauergast im Hause Garland ist.
Da dieser Donna gern für öffentliche Veranstaltungen einspannt, gibt es immer wieder Versammlungen und Treffen im Garlandhaus, weshalb es bei den Garlands auch dann drunter und drüber geht, wenn Evie ihre Kräfte gerade einmal nicht einsetzt.
Ebenfalls regelmäßig für Ärger und komplizierte Verwirrungen sorgt Evies beste Freundin Lindsay, die Evie regelmäßig zu Blödsinn anstiftet und oft nur auf ihren eigenen Vorteil aus ist.
In den ersten Folgen muss Evie ihr Geheimnis außerdem vor ihrem hochintelligenten und leicht verrückten Mitschüler Quigley Handleman und dem trotteligen Handwerker Phil verbergen.
Im Verlauf der Serie zieht der Sportler Chris Fuller nach Marlowe. Als sie bei einer Wette gegen ihn antreten muss, verliebt sie sich in ihn – später wird deutlich, dass auch er Zuneigung zu ihr empfindet und die beiden werden ein Paar, auch wenn sie sich öfter mal streiten oder mit anderen ausgehen.
Nach einiger Zeit bekommt Evie zusätzlich zum Zeit-Anhalten noch die Fähigkeit zu „Gliepen“; sie kann Personen oder Gegenstände aus dem Nichts erscheinen lassen.
In der ersten Folge der zweiten Staffel bekommt Evie die Möglichkeit, sich etwas zu wünschen – und wünscht sich, dass nicht nur sie, sondern auch ihre Mutter (und dadurch auch andere) mit Troy durch den Würfel kommunizieren können.
Zu Beginn der dritten Staffel bekommt Evie die Chance, sich eine weitere Superkraft auszusuchen, entscheidet sich aber letztlich dagegen, weil sie meint, schon die Kräfte, die sie hat, seien eigentlich zu mächtig für die Erde.
Anfang der vierten Staffel wechselt Chris aufs College und bekommt Konkurrenz in Form des Highschool-Schülers Jeff Cummings, jedoch entscheidet sich Evie letztlich doch für Chris. Dennoch bleibt sie mit Jeff befreundet. Außerdem bekommt sie Unterstützung aus der antareanischen Heimat in Form des recht tollpatschigen und ungeschickten Antareaners Peter. Um immer in ihrer Nähe zu sein, nimmt er eine Stelle als Kellner im Lieblingsrestaurant der Freunde, dem Goodie Goodie an. Beide Figuren verschwinden später jedoch wieder aus der Serie.
Im Verlauf der vierten Staffel zieht Evies anderer Onkel Michael, ein Rockmusiker, nach vielen Jahren zurück nach Marlowe. Auch er weiß von Evies Kräften. Im Gegenzug tritt Onkel Beano nur noch selten auf.
Im Finale der vierten Staffel, dem Serienfinale, welches an Evies 18. Geburtstag spielt, besucht Troy endlich nach Jahren die Erde und seine Tochter. Als er anschließend zurückkehren will, wird versehentlich Donna statt ihm nach Antareus teleportiert. Damit endete die Serie.
Neben den beiden Hauptkräften erhält Evie in einzelnen Episoden auch noch zusätzliche Kräfte wie Gedankenlesen, in die Zukunft sehen oder sich unsichtbar machen.

## Charaktere
- Evie Ethel Garland: Hauptfigur.
- Donna Garland: Evies Mutter. Sie behandelt ihre Tochter oft wie ein kleines Kind oder verweigert ihr Wünsche, weshalb sie auch Auslöser für den Einsatz ihrer Kräfte ist. Zunächst ist sie Schuldirektorin an Evies Schule, später betreibt sie ihren Partyservice. Gegen Ende der dritten Staffel gewinnt sie die Wahl zum Bürgermeister und löst damit Kyle ab.
- Beano Froelich: Evies Onkel. Er ist sehr dick und hat eigentlich immer Hunger. Auf der Erde ist er eine Art Vaterersatz für Evie. Er leitet – entgegen seinen eigenen Essgewohnheiten – eine Diätklinik und später ein Fitness-Studio. Gegen Ende der Serie versucht er sich als Erfinder.
- Kyle Applegate: Der Bürgermeister von Marlowe und ehemaliger Westernschauspieler sowie Protagonist der Serie „Moskito-Mann“. Er ist recht eingebildet und selbstverliebt und oft Zeuge von Evies Kräften, jedoch gelingt es immer, diese vor ihm zu verheimlichen. In der vierten Staffel wird er von Donna bei der Bürgermeisterwahl geschlagen und ist dann Polizeichef.
- Lindsay Selkirk: Evies beste Freundin. Sie ist etwas eingebildet und oft auf ihren eigenen Vorteil bedacht, wenn es wirklich drauf ankommt aber auch eine gute Freundin und quasi Evies Beraterin in Lebens- und Liebesdingen.
- Chris Fuller: Evies große Liebe. Obwohl die beiden sich immer mal wieder in die Wolle kriegen und auch oft Seitensprünge machen, haben sie sich im Grunde über die ganze Serie hinweg sehr gern.
- Buzz: Ein Einwohner von Marlowe, der ständig neue Berufe ausübt und überhaupt etwas verrückt zu sein scheint. Er bringt die Handlung der Folgen meist nicht wirklich voran, sondern ist eher als eine Art „Gag-Lieferant“ zu sehen.
- Troy Garland: Evies Vater. Obwohl er ein Außerirdischer ist, verhält er sich in seiner Denkweise im Grunde sehr menschlich. Er hilft Evie bei ihren Problemen – sowohl außerirdischer als auch alltäglicher Art. Eine Art „Running Gag“ ist, dass wenn immer Evie erwartet, er würde sich gegen ihre Mum durchsetzen und ihr beistehen, er sich meistens auf die Seite von Donna stellt.
- Phil: Ein Handwerker, der sich um Reparaturen im Garland-Haus kümmert und auch sonst dauernd da ist.
- Quigley Handleman: Hochintelligenter Mitschüler von Evie und leicht verrückt.
- Jeffrey Cummings: Neuzugang in Marlowe und in Evie verliebt. Später sind die beiden gute Freunde.
- Peter: Kellner im „Goodie Goodie“, der sich auch als Handwerker betätigt. Später stellt sich heraus, dass er ein Antareaner ist und von Troy geschickt wurde, um Evie im Notfall zu beschützen. Nachdem er seinen Auftrag erledigt hat, entschließt er sich zu bleiben, muss dafür aber seine Erinnerungen verlieren. Er ist extrem tollpatschig und ungeschickt.
- Mick: Evies Onkel, ein Rockmusiker, der lange Zeit in der Welt herumreiste und nun wieder nach Marlowe zurückkehrt. Er hilft Evie in vielen Lebenslagen.

## Synchronsprecher
| Rollenname            | Schauspieler      | Sprecher                                  | Folgen (Hauptrolle) | Folgen (Gastrolle) |
| --------------------- | ----------------- | ----------------------------------------- | ------------------- | ------------------ |
| Evie Ethel Garland    | Maureen Flannigan | Ranja Bonalana                            | 1.01–4.24           |                    |
| Donna Garland         | Donna Pescow      | Evelyn Maron                              | 1.01–4.24           |                    |
| Troy Garland          | Burt Reynolds     | Norbert Gescher                           | 1.01–4.24           |                    |
| Kyle Applegate        | Doug McClure      | Harry Wüstenhagen Rüdiger Evers           | 1.01–2.24 3.01–4.24 |                    |
| Beano Froelich        | Joe Alaskey       | Tom Deininger                             | 1.01–4.01           | 4.11, 4.12         |
| Buzz                  | Buzz Belmondo     | Thomas Petruo Martin Schmitz              | 1.05–1.24 2.01–4.22 |                    |
| Chris Fuller          | Steve Burton      | Charles Rettinghaus Wolfgang Bahro        | 1.05–3.24 4.01–4.23 |                    |
| Lindsay Selkirk       | Christina Nigra   | Bianca Krahl Maud Ackermann               | 1.01–4.15 4.16–4.24 |                    |
| Quigley Handleman     | Carl Stevens      |                                           | 1.01–1.20           |                    |
| Phil                  | John Roarke       | Eberhard Prüter                           | 1.02–1.21           |                    |
| Mick                  | Tom Nolan         | Andreas Hosang                            | 4.16–4.23           | 4.07–4.10          |
| Peter                 | Peter Pitofsky    | Stefan Meszerits                          | 4.01–4.15           |                    |
| Jeff Cummings         | Tony Crane        |                                           | 4.01–4.13           |                    |
| Donnas Mutter         | Betsy Palmer      | Hannelore Minkus                          |                     | 1.12 & 1.20        |
| Großvater Zelig       | Tom Bosley        | Jochen Schröder                           |                     | 2.08 & 3.09        |
| Goodie Goddy Besitzer | Frank Copyc       | Alexander Herzog Engelbert von Nordhausen |                     | 2.14 3.13          |

## Hintergrund
- Die Originalstimme des außerirdischen Vaters Troy wurde von Burt Reynolds gesprochen; in der deutschen Fassung übernahm Norbert Gescher die Rolle.
- Steve Burton, der Chris Fuller spielte, hatte später eine Rolle in der Science-Fiction-Serie Taken, in der es um ein Mädchen geht, deren Urgroßvater ein Alien war. Die Fähigkeiten dieses Mädchens erinnerten in vielen Punkten an Evies (beispielsweise Zeit anhalten)
- Während der zweiten Staffel wurde Donna Pescow schwanger. Da man das nicht aus dem Plot erklären konnte, wurden von ihr in dieser Zeit nur Nahaufnahmen gemacht oder sie wurde von Gegenständen verdeckt.
- Bei der englischen Originalversion wurde Publikumsgelächter verwendet, welches bei der deutschen Synchronisation größtenteils entfiel.
- Jede Staffel hatte einen unterschiedlichen Vorspann. Bei jedem wurde die Szene behalten, in der Evie die Tür aufmacht und versehentlich einen Eimer mit weißer Farbe umstößt, weshalb sie vor dem Fall die Zeit anhält. Von der Szene gab es zwei unterschiedliche Versionen; die erste wurde nur in der ersten Staffel verwendet, die zweite in den restlichen.
- Wenn Evie die Zeit anhält, sieht man in manchen Szenen, wie sich die Schauspieler konzentrieren sich nicht zu bewegen. Manch einer bekommt dies nicht zu 100 Prozent hin. Dies sieht man besonders in der Pilotfolge, während Evies Geburtstag.

## Ausstrahlung
Mein Vater ist ein Außerirdischer startete in den USA am 17. September 1987 und endete am 25. Mai 1991. In Deutschland strahlte RTL alle Folgen von Dezember 1989 bis Mai 1993 aus. Später wurde die Serie auf Super RTL wiederholt und lief dort zuletzt Ende November 1999.
Am 8. November 2011 ist eine deutschsprachige DVD-Box der Serie erschienen. Sie enthält 35 Folgen der Staffeln eins und zwei.

## Auszeichnungen
- Die Serie bekam 1989 einen Young Artist Award in der Sparte „Beste Familienserie außerhalb der Hauptsendezeit“. Zudem erhielt Christina Nigra, die Lindsay Selkirk spielt, 1990 einen Young Artist Award in der Sparte „Beste junge Hauptdarstellerin in einer Serie außerhalb der Hauptsendezeit“.